# Katharina Wagner
Katharina Friederike Wagner (Bayreuth, Alemania, 21 de mayo de 1978) es una directora de escena. En la actualidad es la directora del Festival de Bayreuth.
Hija de Wolfgang Wagner y Gudrun Wagner, es la bisnieta del compositor Richard Wagner (y tataranieta de Franz Liszt), fue designada por su padre como sucesora del festival junto a su media hermana Eva Wagner-Pasquier, después de una publicitada disputa familiar. Ambas codirigieron el certamen entre 2008 y 2015, año en que Eva renunció a la dirección, al haber cumplido los setenta años de edad, quedando como asesora.
Hizo su debut en Bayreuth en 2007 con una puesta en escena de Los maestros cantores de Núremberg en 2007. En esta versión transforma la lectura habitual de los personajes y hace de Sachs y Walter dos defensores del conservadurismo, mientras que el Beckmesser es presentado como un artista innovador. El montaje despertó una fuerte polémica. Asimismo, ha dirigido las puestas en escena de El holandés errante en Würzburg, Lohengrin en Budapest y Rienzi en Bremen.